# カステラ (バンド)
カステラは、日本の音楽バンド。早稲田大学の音楽サークルのメンバーが集まり、1986年より活動開始。1989年にCBS・ソニーよりメジャー・デビュー。1993年に解散。

## 概要・来歴
1986年、当時早稲田大学の音楽サークルGEC（早大ギターを楽しむ会）で当時在学中だった大木、福地を中心に結成。同サークルでは大木の一学年下に倉持陽一がいた。
3年ほどインディーズで活躍し、1989年6月にCBS・ソニーからメジャー・デビュー。ラストアルバムとして1993年11月に「新世界」をリリース。メンバーに会社員が含まれていた等の理由により、メジャー・デビュー後のコンサートツアーは連休などに限られていた。
1993年初頭にバンド解散。同年5月、旧カステラメンバーの大木・福地・長谷川と、ロックバンド『DOVE』のドラムスであった未来淳史の4人でバンド『コングラチュレーションズ』を結成しライブ活動などを行ったが、一年後の1994年10月に解散。
2013年10月30日にアルバム5作がソニーミュージックショップ限定Blu-Spec CDで再発。

## 主なメンバー
大木知之（おおき ともゆき、1965年12月14日 - ）
うたとおどりと進行役、理性のパート（ボーカル）担当。千葉県成田市出身。現在はソロユニット、TOMOVSKYとして活動中。双子の兄に大木温之（The ピーズ）がいる。
長谷川裕（はせがわ ゆたか、1966年5月13日 - ）
早期教育用ギター担当。北海道出身。解散後はバンド「サイクロプス」、バンド「モアモア」のギターとして活動。現在は新宿セミナーで国語の講師をしている。歌手の下川みくには親戚にあたる。
福地伸幸（ふくち のぶゆき、1965年8月12日 - ）
天使の声合唱団（ベース）担当。東京都出身。解散後、エレファントラブの星野晶として活動。以前は代々木ゼミナール、現在は星研二名義で駿台予備学校の物理の講師をしている。
福田健治（ふくだ けんじ、1964年6月8日 - ）
2代目ドラムス担当。山口県徳山市出身。1987年から1992年まで在籍。女優の福田麻由子の父。カステラ在籍時にサラリーマンとして労働。カステラ脱退後は音楽業界から引退。

### 一時在籍したメンバー
西尾寛
初代ドラムス担当。結成時から1987年5月まで在籍。
本間友浩
3代目ドラムス担当。新潟県出身。1992年から解散時まで在籍。

## 作品

### アルバム
|     | 発売日                                      | タイトル                                        | 規格品番                      | 収録曲 |
| --- | ------------------------------------------- | ----------------------------------------------- | ----------------------------- | --- |
| 1st | 1989年9月1日 1998年3月21日 2013年10月30日   | 世界の娯楽                                      | 32DH-5295 ESCB-3231 DYCL-7036 | 1. 夜明け 2. 太陽テカテカ 3. 軽くなる 4. やすくなる 5. アイマイ家族 6. 歯が抜ける 7. お天気おじさん 8. ヤダヤダ 9. ビデオ買ってよ 10. 頭の輪あるいいヤツ 11. セミの唄 12. 夜更かしは出来ない 13. 体力に限界はあるのか 14. ワガママ 15. 温室育ち 16. HAPPY ＜ボーナストラック＞ 17. ニセモデル～Hey!外人 ＜ボーナストラック＞ |
| 2nd | 1990年3月1日 1998年3月21日 2013年10月30日   | 鳥                                              | CSCL-1104 ESCB-3232 DYCL-7037 | 1. あいやいやい 2. がまん 3. 手ぶらで楽しい 4. 定期が切れちゃった 5. ポイ! 6. ゴミは旅人 7. 石油ストーブ 8. チャイナ 9. 君は何かかくしてる 10. 喪服の女 11. 遅刻をしよう 12. ノーベル賞音頭 13. デート・デート・デート 14. ドイツ人 15. 天気がいい 16. 寒い冬 17. 健康 18. 世界が回る 19. 貧乏マンガ |
| 3rd | 1991年4月25日 1998年3月21日 2013年10月30日  | 100時間連続                                     | SRCL-1797 ESCB-3233 DYCL-7038 | 1. ねない 2. つげぐちしてね 3. 写真のウソ 4. くさったジャム 5. チェンジちゃんのテーマ 6. 孫 7. 埋没注意 8. あいさつキャンペーン 9. 文通時代 10. じいさんが熱出した 11. 誕生日 12. 骨 13. あくび 14. 困ってしまってワンワンワン |
| 4th | 1992年1月22日 1998年3月21日 2013年10月30日  | よくまわる地球 (THE EARTH, SPINNING SO FREELY.) | SRCL-2279 ESCB-3234 DYCL-7039 | 1. さっき死ぬとこだったよ 2. 赤い空 3. タコ足配線 4. 掃除のプロ 5. B型独立宣言 6. ああ輸入 7. 身元不明の神様 8. 他人の家 9. 父母になる 10. 訴えてみよう (訴訟社会を目指せ) 11. かゆい顔 12. 23時間 13. スバラシイ現実逃避 14. 目上の人の言うことを聴け 15. でん |
| 5th | 1993年11月21日 1998年3月21日 2013年10月30日 | 新世界 (ANOTHER WORLD)                          | SRCL-2572 ESCB-3235 DYCL-7040 | 1. おやすみ（Good Night） 2. 僕はドリルを持っている（I've Got a Drill） 3. アカンボ（Don't Show Off Your Baby） 4. 見慣れた顔（Face） 5. メリーX'mas（Mary X'mas）） 6. 近場ですまそう（Normal Life Local Life） 7. ないものはない（Nothins Is Nothing） 8. 美しい鳥（Beautiful Bird） 9. 貯金の歌（Saving Money） 10. まだフロにははいらない（I'm Not Gonna Take A Bath） 11. 壊れるまで僕は使う（Use It Till It's Broken） 12. でたらめに指を差せ（Give Any Direction） 13. Thank You |

### シングル
|     | 発売日         | タイトル               | 規格品番  | 収録曲                                  |
| --- | -------------- | ---------------------- | --------- | --------------------------------------- |
| 1st | 1989年9月1日   | ビデオ買ってよ         | 10EH-3332 | 1. ビデオ買ってよ 2. 夜更かしは出来ない |
| 2nd | 1989年11月22日 | 太陽テカテカ           | CSDL-3034 | 1. 太陽テカテカ 2. お天気おじさん       |
| 3rd | 1990年2月1日   | 石油ストーブ           | CSDL-3051 | 1. 石油ストーブ 2. あいやいやい         |
| 4th | 1990年11月21日 | HAPPY                  | CSDL-3198 | 1. HAPPY 2. ニセモデル～HEY!外人        |
| 5th | 1991年4月25日  | チェンジちゃんのテーマ | SRDL-3271 | 1. チェンジちゃんのテーマ 2. 文通時代   |

#### 自主制作盤
1. 夜明け （1989年）
  - ビデオ買ってよ／電車はいいな／途中でねるな／間がもたないよ／一晩中スキなヒトの夢／毎日／兵隊さんになりたい／さよなら記憶力／HAPPY

#### 海外リリース
1. HAPPY GAIJIN Version（1990年）

### 映像作品
1. SUPER LIVE （1989年）
  - お天気おじさん／ビデオ買ってよ／石油ストーブ／兵隊さんになりたい／夜明け／電車はいいな
2. LIVE1989・7・2 日比谷野音 （1989年）
  - 軽くなる／セミの唄／歯が抜ける／お天気おじさん／HAPPY／夜明け／チャイナ／定期が切れちゃった
3. HEY!外人 カステラワールド・ツアー90 （1990年）
  - ビデオ買ってよ／困ってしまってワンワンワン／がまん／HAPPY／ポイ!／君は何かかくしてる／石油ストーブ／Hey!外人／頭の輪あるいいヤツ／チェンジちゃんのテーマ／あいやいやい／世界が回る／定期が切れちゃった／電車はいいな
4. 頭突きの歴史 （1992年）

## 未発表曲
カステラは全曲新曲ライブなどを頻繁に行っていたが、その分ボツになる曲も多かった為、アルバムに収録されなかった曲は非常に多い。
大木
- 他人に頼るうた
- ファミコンのうた
- うごく耳
- 見せびらかし読書
- 自転車のカゴ
- 死ぬのはこわいからボケてから死にたい
- 宗教のねーちゃん

長谷川
- 歩き方までヘタだった
- ハダカの自信

福地
- 蒸発
- 挨拶のうた
- 小さい虫ならひとひねり
- 祈り
- 忙しいとダメになる

## カバーされた楽曲
- 途中でねるな - 宮村優子
  - 宮村のオリジナルバム『大四喜』収録
- ビデオ買ってよ -ワン・ダバダ（山口勝平）
  - オムニバスアルバム『KO世紀ビースト三獣士　スパークリング・ヴォーカルアルバム　T・K・O』収録。歌詞に若干の改変が加えられている。

## タイアップ一覧
| 使用年 | 曲名         | タイアップ                           |
| ------ | ------------ | ------------------------------------ |
| 1989年 | 太陽テカテカ | 情報センター「ジェイ・ワン」CMソング |
| 1990年 | 世界が回る   | オーツタイヤ「FALKEN MC」CMソング    |

## 出演イベント
- 1989年08月20日 - Rock'n Roll Olympic 1989
- 1991年08月18日 - Rock'n Roll Olympic 1991
- 1992年08月09日 - Rock'n Roll Olympic 1992

## 出演番組
- スーパーギャング（TBSラジオ）